# 十津川温泉
十津川温泉（とつかわおんせん）は、奈良県吉野郡十津川村平谷（旧国大和国）にある温泉。

## 泉質
- ナトリウム - 炭酸水素塩泉

## 温泉街
二津野ダムの湖畔に6軒の旅館と2軒の温泉民宿などが点在する。共同浴場は2軒、日帰り入浴施設は1軒存在する。
温泉地は日本百名湯にも選ばれている。

## 歴史
源泉の発見は元禄年間（1688年 - 1704年）である。上湯川沿いに源泉はあり、上湯温泉に対して下湯と呼ばれていた。1974年にダム湖が出来た際に、湖畔の平谷地区まで源泉を引湯し、温泉街を形成した。
1985年（昭和60年）3月19日、湯泉地温泉、上湯温泉とともに「十津川温泉郷」として国民保養温泉地に指定された。
2004年（平成16年）6月28日、十津川村役場が、村内の温泉の「100%源泉掛け流し宣言」を発表した。
2019年（令和元年）6月7日、和歌山県道・奈良県道735号龍神十津川線の斜面崩落の影響で温泉水を供給するパイプが破壊され、6月14日に復旧するまで湯の供給が停止した。

## アクセス
- 車 : 五條市・新宮市から国道168号
- バス : 近鉄大和八木駅、JR五条駅、JR新宮駅より奈良交通（八木新宮線、十津川線） - 「十津川温泉」停留所